# Orthotrichum gigantosporum
Orthotrichum gigantosporum är en bladmossart som beskrevs av Jette Lewinsky 1988 [1989. Orthotrichum gigantosporum ingår i släktet hättemossor, och familjen Orthotrichaceae. Inga underarter finns listade i Catalogue of Life.